# 文定
文定，或稱送定、納吉、下插定，又稱「小聘」（「大聘」則指「納徵」或「過大禮」），是東亞傳統婚禮三書六禮的訂婚儀式之一。在傳統婚俗中有納吉、納徵、請期等儀式，如今則多合而為一。

## 出處
文定起源於《詩經·大雅·大明》:「文定厥祥，親迎于渭。」《毛詩正義》箋云：「問名之後，卜而得吉，則文王以禮定其吉祥，謂使納幣也。」敘述周文王與正妃太姒定婚，贈與其禮品以訂定婚約。而朱熹注：「文，禮也；祥，吉也。言卜得吉而以納幣之禮訂其祥也。」

## 過程
文定包括压庚、相亲、换盅、尝汤献花等儀式。自汉已降，纳吉时男方所赠信物中必有红头绳，用于以后婚宴中的解缨礼。而以面食为主食的西北地区纳吉时，男方定会送女方两对称为喜馍的花馍。喜馍中的一对做成鱼的形状，另一对做成兔的形状，而女方收到后留下鱼型喜馍，须将兔型喜馍用红线拴住回给男方。此俗之原因是鱼代表富裕和多子；兔子谐音“吐子”，也寓意繁衍多子；用红线拴上表示夫妻永结同心，富贵多子。

### 壓庚
纳吉中有压庚的程序，又称压帖、换庚、換帖、換庚譜，本屬問名禮內的程序，後來問名一禮不再獨立成禮，合併至納采或文定禮。
壓庚是对合双方的八字帖后，双方交换庚帖、譜牒。有些地區男家须用礼盒装上庚帖，上压如意钗钏和钗钏送至女家。

### 换盅
流行於中國北方，双方就聘礼和嫁妆谈判时都需要媒人从中协助调解，以达成协议。议聘谈成后，双方分别宴请媒人以示感谢，同时也邀对方家长入宴庆祝。

#### 送信物
男家再送女子的首饰送到女家，作为婚约信物。自汉已降，男方所赠信物中必有红头绳，用于以后婚宴中的解缨礼。